# Олав Фейлан
Олаф Торстейнссон (исл. Olaf Feilan Thorsteinsson) или Олаф Фейлан (c. 890—940) — один из первопоселенцев Исландии. Годи, хозяин поместья Хвамм, упоминается во многих исландских родовых сагах а также в Саге о заселении земли.

## Происхождение
Отец Олава Фейлана — Торстейн Рыжий (ок. 850 — 875/890), ярл Кейтнесса, мать — Турид дочь Эйвинда Норвежца сестра Хельги Тощего, дед — Олав Белый (ок. 853 — ок. 871), сын Ингьялда, король Дублина, бабушка — Ауд Мудрая (834—900), дочь Кетиля Плосконосого (790 — ок. 866) король Мэна и Островов. После смерти своего отца Торстейна Рыжего отплыл с бабушкой Ауд Мудрой в Исландию, где она основала поместье Хвамм.

## Семья
Был женат на Альвдис из Барры около 920 года. Дети:
- сын Торд Ревун — в браке с Хродню, дочь Скегги из Мидфьорда
- дочь Тора — в браке с Торстейн Тресскоед
- дочь Хельга — в браке с Гуннар, сына Хлива
- дочь Тордис — в браке с законоговоритель Торарин сын Олейва Рукоятки (950—969)